# الرابطة البرلمانية 1986–87
الرابطة البرلمانية 1986–87 (بالإنجليزية: 1986–87 Isthmian League)‏ هو موسم من دوري إسثميان. فاز فيه ويكمب وندررز.